# Präkonditionierung
Präkonditionierung bezeichnet in der Medizin einen Mechanismus, bei dem kurze Reize (zum Beispiel Sauerstoffmangel oder Medikamente) körpereigene Prozesse anstoßen, die vor den Auswirkungen eines späteren Schadens ähnlicher Art schützen.
Abhängig vom Zeitpunkt des Präkonditionierung unterscheidet man:
- frühe Präkonditionierung: Reiz und Schaden in kurzem zeitlichen Abstand (1–2 Stunden)
- späte Präkonditionierung: Reiz und Schaden in großem zeitlichen Abstand (12–24 Stunden)

Abhängig von der Art des präkonditionierenden Reizes unterscheidet man:
- ischämische Präkonditionierung (auch Ischämisches Preconditioning (IPC) oder Ischämietoleranz)
- pharmakologische Präkonditionierung

## Ischämische Präkonditionierung

### Herzmuskulatur
Kurzzeitige Minderdurchblutungen der Herzmuskulatur führen zu Sauerstoffmangel (=präkonditionierender Reiz). Durch Umbauprozesse in der Muskelzelle ist das Herz nun für eine gewisse Zeit gegen die Auswirkungen eines Herzinfarktes geschützt.
Dieser Schutz macht sich dadurch bemerkbar, dass bei einem Herzinfarkt weniger Herzmuskelgewebe abstirbt und weniger Herzrhythmusstörungen auftreten.
Dieser Effekt wurde erstmals 1986 von Charles E. Murry et al. im Tierversuch beschrieben.
Die zugrunde liegenden Mechanismen sind noch nicht völlig geklärt. Es konnte gezeigt werden, dass Kaliumkanalöffner diese Vorgänge ermöglichen, während Kaliumkanalblocker sie verhindern. Ein Beispiel ist Diazoxid, das in niedrigen Konzentrationen die mitochondrialen Kaliumkanäle öffnet, diejenigen im Sarkolemm jedoch unbeeinflusst lässt.
Beobachtungen an Patienten zeigen Hinweise auf Präkonditionierung auch am menschlichen Herzen:
- Bei Patienten, die 24 Stunden vor einem Herzinfarkt bereits eine geringe Minderdurchblutung aufweisen (Präinfarktangina), sind die Auswirkungen des nachfolgenden Herzinfarktes geringer.
- Eine wegen Herzbeschwerden (Angina Pectoris) abgebrochene Belastung kann nach einigen Minuten bei gleicher Intensität beschwerdefrei wiederholt werden („Warm up“-Phänomen).

### Gehirn
Das Phänomen kommt nicht nur im Herzmuskel, sondern auch im Gehirn vor, wo es vor bzw. bei Hirninfarkten schützen kann. Eine Reduktion des Infarktvolumens um 20–30 % konnte bei fokaler zerebraler Ischämie nachgewiesen werden. Bei einer globalen zerebralen Ischämie wird der Schaden in der CA1-Region des Hippokampus um bis zu 90 % reduziert.
Erklärt wird dieses Phänomen einerseits durch schnelle Mechanismen, wie die Freisetzung von Neurotransmittern und Neuromodulatoren (beispielsweise GABA und Adenosin, die letztlich eine Gefäßerweiterung bewirken) und andererseits durch (langsamere) Änderung der Genexpression der Zellen, um Wachstumsfaktoren wie Hypoxie-induzierten Faktor (HIF), Erythropoetin und Vascular Endothelial Growth Factor (VEGF) verstärkt zu produzieren, die das Gewebe beispielsweise durch Anregung verstärkten Wachstums von Blutgefäßen widerstandsfähiger gegen lokal begrenzten Sauerstoffmangel machen.